# Харисън (окръг, Кентъки)
Вижте пояснителната страница за други значения на Харисън.
Окръг Харисън (на английски: Harrison County) е окръг в щата Кентъки, Съединени американски щати. Площта му е 803 km², а населението - 17 983 души (2000). Административен център е град Синтиана.